# بهم بگو رویاپردازی نمی‌کنم (خیلی خوبه که درست باشه)
«بهم بگو رویاپردازی نمی‌کنم (خیلی خوبه که درست باشه)» (انگلیسی: Tell Me I'm Not Dreamin' (Too Good to Be True)) ترانه‌ای از جرمین جکسون با حضور برادر کوچکترش مایکل جکسون، در آلبوم جرمین جکسون است.